# Орвид, Юзеф
Юзеф Орвид (пол. Józef Orwid, наст. фамилия Кочы) — польский актёр театра и кино.

## Биография
Родился 14 ноября 1891 года в деревне Беско в семье железнодорожника. Дебютировал на сцене в 1909 году в Кракове. С 1913 г. выступал в Варшаве, в театрах, ревю и кабаре. Он погиб 13 августа 1944 года в Варшаве во времени Варшавского восстания, вследствие взрыва немецкого танка ловушки. 

## Избранная фильмография
- 1933 — Десять процентов мне / 10% dla mnie
- 1933 — Ромео и Юлечка / Romeo i Julcia
- 1933 — Каждому можно любить / Każdemu wolno kochać
- 1934 — Молодой лес / Młody las
- 1935 — Азбука любви / ABC miłości
- 1935 — Антек-полицмейстер / Antek Policmajster
- 1935 — Вацусь / Wacuś
- 1935 — Барышня из спецвагона / Panienka z poste restante
- 1935 — Любовные маневры / Manewry miłosne
- 1936 — Додек на фронте / Dodek na froncie
- 1936 — Страшный двор / Straszny dwór
- 1936 — Маленький моряк / Mały marynarz
- 1936 — Ядзя / Jadzia
- 1936 — Фред осчастливит мир / Fredek uszczęśliwia świat
- 1936 — Верная река / Wierna rzeka
- 1936 — Два дня в раю / Dwa dni w raju
- 1936 — 30 каратов счастья / 30 karatów szczęscia
- 1937 — Госпожа Министр танцует / Pani minister tańczy
- 1937 — Этажом выше / Piętro wyżej
- 1937 — Господин редактор безумствует / Pan redaktor szaleje
- 1937 — Парад Варшавы / Parada Warszawy
- 1937 — Князёк / Książątko
- 1937 — Недотёпа / Niedorajda
- 1937 — Три повесы / Trójka hultajska
- 1937 — Улан князя Юзефа / Ułan Księcia Józefa
- 1938 — Роберт и Бертран / Robert i Bertrand
- 1938 — Королева предместья / Królowa przedmieścia
- 1938 — Девушка ищет любви / Dziewczyna szuka miłości
- 1938 — Счастливое тринадцатое / Szczęśliwa trzynastka
- 1938 — Павел и Гавел / Paweł i Gaweł
- 1938 — Флориан / Florian
- 1938 — Геенна / Gehenna
- 1938 — Забытая мелодия / Zapomniana melodia
- 1938 — Сердце матери / Serce matki
- 1939 — Спортсмен поневоле / Sportowiec mimo woli
- 1939 — Золотая Маска / Złota maska
- 1939 — Руковожу здесь я / Ja tu rządzę
- 1939 — Сквозь слёзы счастья / Przez łzy do szczęścia